# الرباط (ماوية)

تعديل مصدري - تعديل

الرباط  هي إحدى قرى مديرية ماوية بمحافظة تعز اليمنية، بلغ تعداد سكانها 649 نسمة حسب التعداد السكاني في اليمن في 2004.